# اوستاس سوم، کنت بولونی
اوستاسِ سوّم (حدود ۱۰۵۰ تا حدود ۱۱۲۵) از سال ۱۰۸۷ عنوان عنوان کنت بولونی را از پدرش، اوستاس دوم به ارث برد و به‌جای او نشست. او به جنبش نخستین جنگ صلیبی پیوست و در نبردهای نیکیه، دوریلئوم، انطاکیه و اورشلیم حضور یافت. او پس از جنگیدن در نبرد اشکلون به خانه بازگشت. اوستاس که پادشاهی اورشلیم به او پیشنهاد شده بود، در اورشلیم و در پولیا بود که خبر انتخاب بالدوین بورک به تاج و تخت را دریافت کرد. او در راه بازگشت به بولونی، او یک صومعه کلونی در رومیلی تأسیس کرد، و مابقی عمرش را به عنوان راهب در آنجا گذراند. او در سال ۱۱۲۵ درگذشت.